# Safe Creative
Safe Creative és un registre de la propietat intel·lectual gratuït per obres amb drets d'autor: literatura, música, vídeo, fotografia, etc. i amb qualsevol tipus de llicencia.

## Base legal i raons del registre de propietat intel·lectual
Els drets d'autor es produeixen pel mateix fet de la creació, i no és necessari el registre de l'obra per posseir-los.
Enfront d'usos indeguts, usurpació de l'autoria d'una obra o plagi, l'autor no ha de demostrar que l'obra està registrada, sinó que ell és l'autor. Per a això el registre d'una obra assenta una prova iuris tantum d'autoria que li serveix per demostrar que en la data i hora de la inscripció en el registre ell ja posseïa l'obra i afirmava ser el seu autor.
La globalitat, facilitat i immediatesa de la publicació en Internet incrementen la probabilitat de produir còpies o usos no autoritzats per la llicència de l'autor.
En l'actualitat les noves eines tecnològiques permeten representar obres creatives en formats no prevists per molts registres de propietat intel·lectual tradicionals: escultures virtuals, composicions musicals fixades en formats digitals (MP3, Ogg, MIDI…).
Enfront de l'única opció de "tots els drets reservats" del segle passat, l'escenari de col·laboració i distribució global creat per les xarxes digitals fa també útil habitual per a molts autors l'opció de llicenciar les seves obres amb "alguns drets reservats".
Aquestes són les principals raons del sorgiment de nous serveis de registre de propietat intel·lectual on line a través d'internet del que Safe Creative ha estat el pioner i que les seves característiques diferenciadores sobre el registre tradicional d'obres a través de dipòsits notarials o registres públics de l'Administració són:
- Base de prova tecnològica. Enfront de la intervenció funcionarial com a garantia de la prova (notari o funcionari de registre) els registres de propietat intel·lectual digitals garanteixen la prova sobre la base d'evidències tecnològiques: hash digital de les obres dipositadas i segellat de temps.
- Globalitat. Enfront del servei local per als ciutadans d'un país.
- Informació global, oberta i semàntica. A més de l'ús tradicional dels registres de propietat intel·lectual com a prova d'autoria, ara és necessària la informació oberta, accessible i interpretable des de sistemes telemàtics relativa a drets de propietat intel·lectual.

## Principals característiques de Safe Creative
- Registre vàlid per qualsevol opció de Drets d'autor (Copyleft o Tots els drets reservats)[4][5][6]
- Prova d'autoria basada en: dipòsit de l'obra, hash redundants (MD5, SHA-1 i SHA-512) del fitxer dipositat, segellat de temps redundant de la data i hora del registre.[7]
- Interfície API oberta per a registre i consulta des de sistemes externs.[8][9]
- Marc tecnològic empleat:Semantic Copyright[10]
- Registre automàtic des de canals RSS.
- Contractació de llicenciament directe amb l'autor.[11]
- Registre en la U.S. Copyright Office[12]
- Registre gratuït.[13]

## Diferència amb els registres tradicionals
La diferència entre el registre digital desenvolupat per Safe Creative i el tradicional radica en per què la prova es considera legalment vàlida.
En els registres tradicionals la raó és l'autoritat de la persona o entitat que certifica els registres. La seva validesa es basa en l'autoritat conferida per la legislació, o que l'Administració concedeix, a l'organització o persona responsable del registre (registres dependents de Ministeris, notaris, etc.).
El rigor de la prova en els registres digitals resulta inqüestionable, en canvi, per la tecnologia emprada per a la seva creació. No necessita una autoritat delegada per cap Administració. Es tracta d'una prova independent del propi registre, que pot fer-se valer amb independència d'aquest.
La identificació i integritat del fitxer registrat, així com de la data del seu registre, són irrefutables pels dos elements tècnics probatoris:
- Identitat del fitxer. En el cas de Safe Creative queda garantida per una triple comprovació contra tres hashes o empremtes digitals calculades sobre el fitxer registrat: MD5, SHA1 i SHA-512.
- Data de registre. Garantida per un doble segellat de temps redundant, realitzat per: l'autoritat de certificació de Safe Creative i una autoritat de certificació externa homologada per l'Administració Pública.

## Algunes dades
- El 77% de les obres registrades tenen tots els drets reservats i el 23% tenen llicències copyleft (Juny 2011 - 500.000 obres registrades)[14]

## Crítica
En alguns fòrums es qüestiona la validesa de la prova dels registres privats en la legislació nord-americana.